# Matteo dall'Isola
Matteo dall'Isola (Isola Maggiore, ... – ...; fl. XVI secolo) è stato uno scrittore e umanista italiano del XV - XVI sec..

## Notizie
Matteo dall'Isola nacque a Isola Maggiore (oggi in comune di Tuoro sul Trasimeno) tra il 1480 e il 1485. Le scarse notizie su di lui si desumono dalle lettere, in cui afferma di aver insegnato, tra l'altro, a Foiano della Chiana e di essere stato precettore di Andrea della Corgna. 
Delle sue opere, quasi tutte manoscritte, si ricordano i Carmina e le Epistolae, ma soprattutto del poema di argomento mitologico La Trasimenide (tre libri in esametri latini, corredati da glosse dell'autore con numerosi disegni a penna), celebrativo del lago Trasimeno e delle fiorente attività della pesca (alla cui descrizione è dedicato quasi per intero il secondo libro).

## Opere

### Manoscritto
- Trasimenide e carmina Archiviato il 26 giugno 2015 in Internet Archive., Manoscritto 1085, Biblioteca Augusta Perugia

### Edizioni
- Trasimenidos libri tres Auctore Mattheo de Insula, [a cura di Raffaele Marchesi], Perusiae, Typis V. Santucci, 1883.
- La Trasimendide, a cura di Daniele di Lorenzi, Perugia, EFFE Fabrizio Fabbri Editore, 1998 (“Collezione di Classici Umbri della Letteratura” diretta da P. Tuscano e A. C. Ponti).

### Contributi critici
- Cipriano Conti, La “Trasimenide” di Matteo dall'Isola e la pesca nel lago di Perugia nel sec. XVI, in Lingua, storia e vita dei laghi d'Italia. Atti del Convegno nazionale dell'Atlante Linguistico dei Laghi d'Italia (Lago Trasimeno, 23-25 sett. 1982), a cura di Giovanni Moretti, Rimini, Maggioli, 1984, pp. 415-50.
- Daniele di Lorenzi, L'opera poetica di Matteo dall'Isola e l'Umanesimo perugino, tesi di laurea inedita, relatore Pasquale Tuscano, Facoltà di Lettere e Filosofia, Università degli Studi di Perugia, anno accademico 1992-93.